# 明神礁

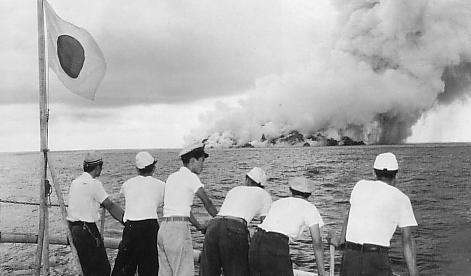
在冒煙的明神礁

明神礁，為伊豆諸島南部、巴約訥岩礁以東約十公里的海底火山。

## 簡述
以最先通報其爆發的漁船「第十一明神丸」之名命名，與雲仙普賢岳等火山相同為英安岩質火山，此型火山擁有劇烈爆發的可能。其激烈的火山活動而曾經形成新島，但隨著其本身爆發停止與波浪侵蝕，至狀況穩定的現在已無法形成新島。
1952年9月24日，觀測其噴火中的海上保安廳測量船「第五海洋丸」被捲入噴火中，田山利三郎測量課長為首的31人全員殉職。（不過也有第五海洋丸是被「明神礁」附近的「高根礁」的爆發捲入的說法，但因無生存者或目撃者而無法確認）。
此後也發生附近海水變色的狀況，週邊海域被認定為海底火山危險區域（於2000年8月9日廢止）。
1989年海上保安廳的自航式浮標「翻車魚」於此進行調查，發現海面上的明神礁是明神礁火山臼邊緣上的火山丘。
1998年無人測量船「翻車魚II」前往調查了解此處海域的詳細地形，並確定海水變色的現象是因為蓬勃的海底溫泉與噴氣所致。

## 年表
- 1906年：開始冒煙。
- 1915年：形成淺灘，並在海中噴火。
- 1946年
  - 2月：形成複數島嶼。
  - 12月：島被破壞成礁。
- 1952年
  - 9月17日：隨著火山爆發形成島。
  - 9月23日：島再次遭到破壞。
  - 9月24日：第五海洋丸被噴火捲入，31名人員全數死亡。
  - 10月11日：形成島。
- 1953年
  - 3月11日：發生大爆發，島消失。
  - 4月5日：島再次形成。
  - 9月3日：島自海面下消失。

图廊
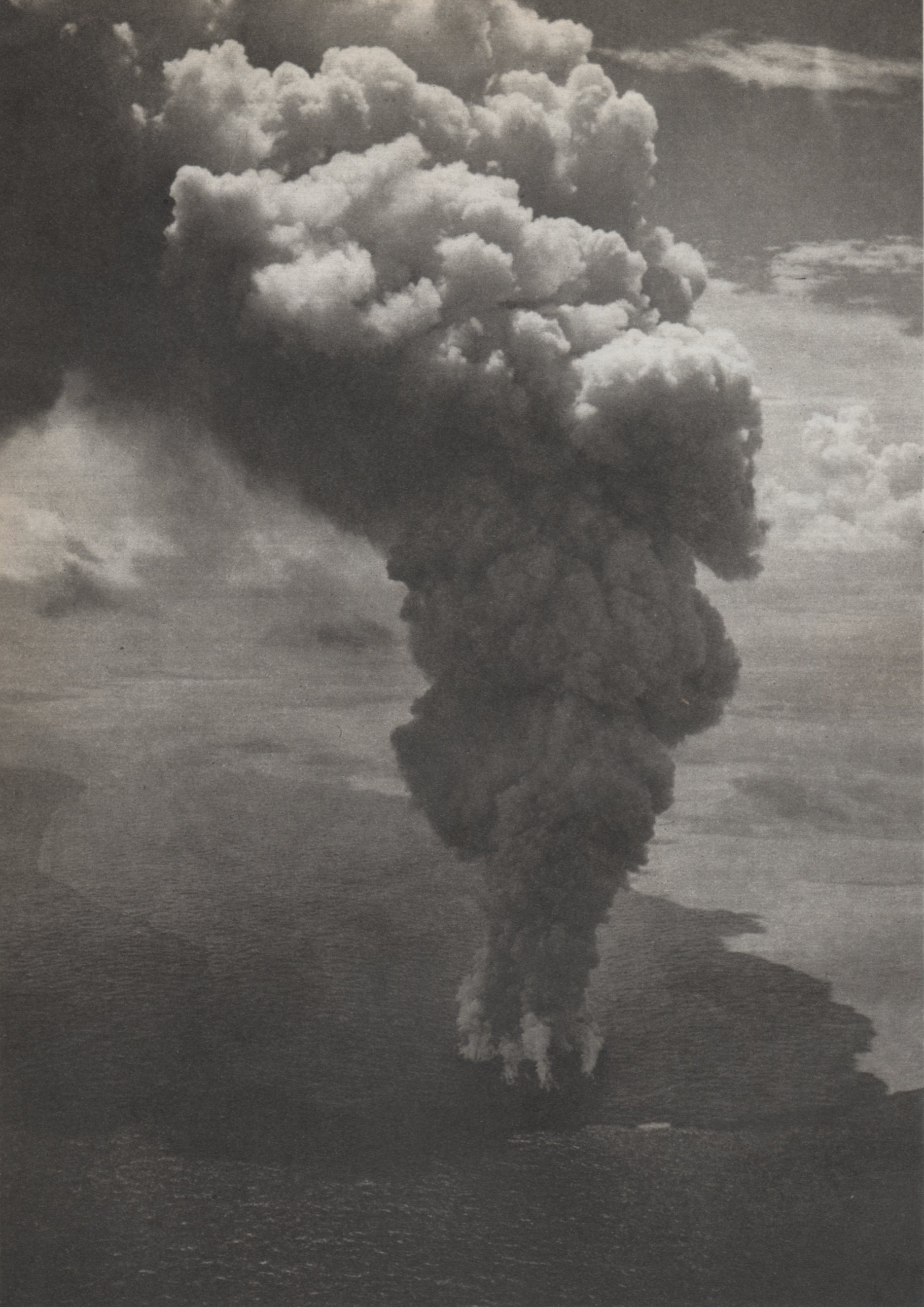
1952年9月27日的明神礁
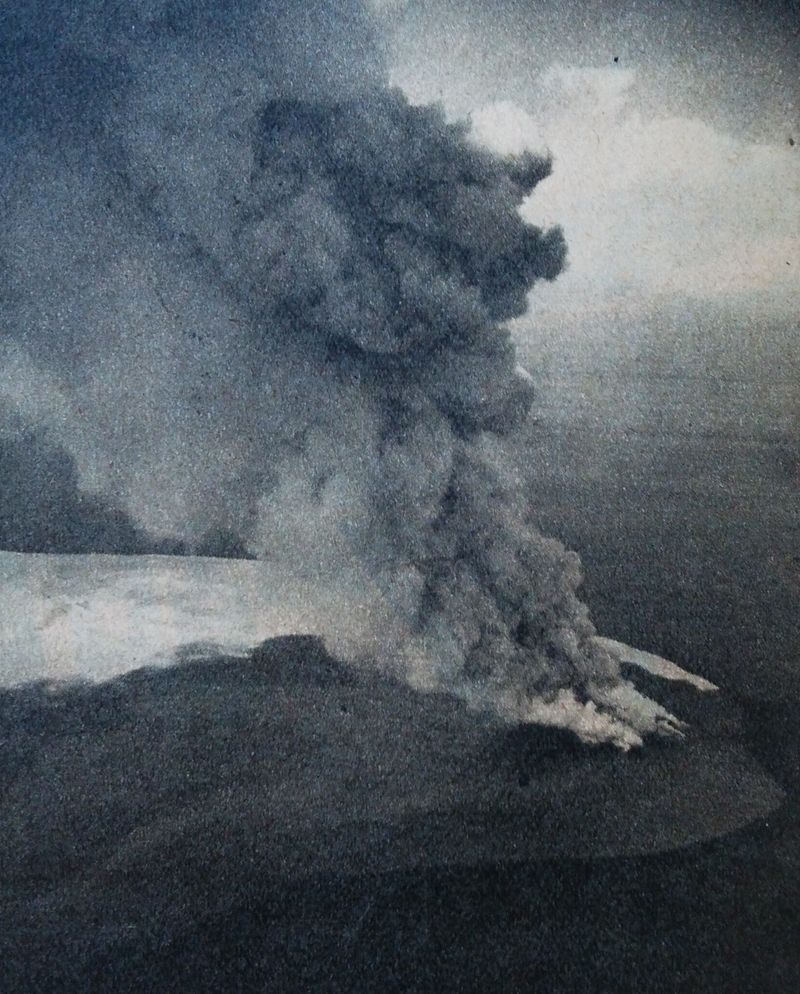
1952年的明神礁

## 外部連結
- 明神礁 （页面存档备份，存于）
- 日本氣象廳的爆發記錄